# 김대헌
김대헌(金大憲, 1972년 6월 30일 ~ )은 전 KBO 리그 한화 이글스의 외야수이다.

## 선수 시절

### 한화 이글스시절
1996년에 입단하였다.

## 출신 학교
- 대전고등학교
- 동아대학교